# Leurophanes oresibates
Leurophanes oresibates är en fjärilsart som beskrevs av Turner 1938. Leurophanes oresibates ingår i släktet Leurophanes och familjen Plutellidae. Inga underarter finns listade i Catalogue of Life.